# Immo Appenzeller
Immo Appenzeller est un astronome allemand, secrétaire général de l'Union astronomique internationale de 1994 à 1997.

## Carrière
Appenzeller étudie la physique à l'université de Tübingen à partir de 1959. puis la physique et l'astronomie à l'université de Göttingen à partir de 1961. Il obtient son doctorat en 1966 avec une thèse intitulée Détermination de la structure du champ magnétique galactique dans Cygnus et Orion à l'aide de mesures de polarisation de la lumière des étoiles, supervisée par Alfred Behr.
De 1964 à 1966, Appenzeller est assistant de recherche à l'observatoire Yerkes de l'université de Chicago, et en 1967 il est nommé assistant à l'observatoire universitaire de Göttingen. Après son habilitation en 1970, il devient professeur privé à l'observatoire de l'université de Göttingen. Il passe l'année 1972 à l'université de Tokyo en tant que professeur invité, et il est promu professeur adjoint à l'université de Góttingen en 1974.
En 1975, il est nommé directeur de l'observatoire d'État de Heidelberg-Königstuhl et professeur ordinaire d'astronomie à l'université de Heidelberg. En 1982/83, il est chercheur invité à l'université de l'Arizona. En 1985/86, il est doyen de la Faculté de physique et d'astronomie d'Heidelberg. De 1998 à 2000, il est également directeur par intérim de l’Institut Max Planck d’astronomie. Il prend sa retraite en 2005.
Appenzeller a supervisé les thèses de doctorat d'une vingtaine d'étudiantes et étudiants, dont environ un tiers ont continué en recherche.